# Svetlana Shimkova
Svetlana Valérievna Shimkova –en ruso, Светлана Валерьевна Шимкова– (Bugulmá, URSS, 18 de septiembre de 1983) es una deportista rusa que compitió en halterofilia.
Ganó tres medallas en el Campeonato Mundial de Halterofilia entre los años 2005 y 2010, y dos medallas de oro en el Campeonato Europeo de Halterofilia, en los años 2005 y 2006.

## Palmarés internacional
| Campeonato Mundial | Campeonato Mundial              | Campeonato Mundial | Campeonato Mundial |
| Año                | Lugar                           | Medalla            | Categoría          |
| ------------------ | ------------------------------- | ------------------ | ------------------ |
| 2005               | Doha (Catar)                    | Medalla de plata   | 63 kg              |
| 2006               | Santo Domingo (Rep. Dominicana) | Medalla de plata   | 63 kg              |
| 2010               | Antalya (Turquía)               | Medalla de oro     | 69 kg              |
| Campeonato Europeo |                                 |                    |                    |
| Año                | Lugar                           | Medalla            | Categoría          |
| 2005               | Sofía (Bulgaria)                | Medalla de oro     | 63 kg              |
| 2006               | Władysławowo (Polonia)          | Medalla de oro     | 63 kg              |